# Every Breath You Take (película)
Every Breath You Take, también conocida como You Belong to Me, es una película de suspenso psicológico de 2021 dirigida por Vaughn Stein y escrita por David Murray. Es protagonizada por Casey Affleck, Michelle Monaghan, Sam Claflin y Veronica Ferres. Sigue a un psiquiatra cuya vida se ve interrumpida después de presentar al hermano de un cliente a su familia tras la muerte del cliente.
Fue estrenada el 2 de abril de 2021 por Vertical Entertainment.

## Reparto
- Casey Affleck como Phillip Clark
- Michelle Monaghan como Grace Watson
- Sam Claflin como James Flagg / Eric Dalton
- Veronica Ferres como la Dra. Vanessa Fanning
- Emily Alyn Lind como Daphne Watson
- India Eisley como Lucy Watson
- Hiro Kanagawa como Dr. Toth
- Vincent Gale como Stuart Fanning
- Lilly Krug como Lilly Fanning
- Brenden Sunderland como Evan

## Producción
En junio de 2012, se anunció que Rob Reiner dirigiría la película, en ese momento titulada You Belong to Me, a partir de un guion de David Murray. En octubre de 2012, se anunció que Harrison Ford y Zac Efron se habían unido al elenco de la película. En octubre de 2019, se anunció que Casey Affleck, Michelle Monaghan, Sam Claflin y Veronica Ferres participaron en la película, y que Christine Jeffs la drigiría. En diciembre de 2019, se anunció que Vaughn Stein reemplazaría a Jeffs como director, ya que  se retiró.

### Filmación
La fotografía principal comenzó en Vancouver en diciembre de 2019.